# الخوجة علي رضا
الخوجة علي رضا (بالتركية: Hoca Ali Rıza) (1858 - 1939 أسطنبول) رسام تركي ولد في أوسكودار، إسطنبول. أشتهر بولعه برسم المناظر الطبيعية لأسطنبول وأوسكودار خاصة. ألتحق ثانوية كوللي Kuleli Askeri Lisesi [التركية] الثانوية العسكرية ومن ثم الأكاديمية العسكرية. هناك تتلمذ على يد عثمان نوري باشا Osman Nuri Paşa [التركية]، وسليمان السيد Süleyman Seyyid [التركية] وغيرهم من كبار أساتذة الفن، وتخرج في عام 1884. عمل كمصمم في معمل (يلدز) للخزف الصيني حتى 1895 حيث تعرف على الرسام الإيطالي الشهير فوستو زونارو (فاوستو زونارو) وعمل معه سنتين. ثم أرسل إلى الجبهة فنظرا لسرعته في الرسم بالفحم والرصاص عمل كمراسل حربي موثقا حرب اليونان عام 1897 برسوماته. شغل منصب رئيس جمعية الرسامين العثمانية Osmanlı Ressamlar Cemiyeti [التركية] بين 1909و 1912.